# Seat Altea
Seat Altea je jednovolumen španjolskog proizvođača automobila SEAT. Proizvodi se od 2004. godine.

## Motori
- 1.2 L turbo, 77 kW (105 KS)
- 1.4 L, 63 kW (86 KS)
- 1.4 L turbo, 92 kW (125 KS)
- 1.6 L, 75 kW (102 KS)
- 1.8 L turbo, 118 kW (160 KS)
- 2.0 L, 110 kW (150 KS)
- 2.0 L turbo, 147 kW (200 KS)
- 1.6 L turbo dizel, 66 kW (90 KS)
- 1.6 L turbo dizel, 77 kW (105 KS)
- 1.9 L turbo dizel, 66 kW (90 KS)
- 1.9 L turbo dizel, 77 kW (105 KS)
- 2.0 L turbo dizel, 100 kW (136 KS)
- 2.0 L turbo dizel, 103 kW (140 KS)
- 2.0 L turbo dizel, 125 kW (170 KS)